# El último beso (telenovela)
El último beso fue una serie de televisión colombiana realizada por Caracol Televisión  para la programadora Universal Televisión (UniTV) y emitida por la Cadena Uno entre los años 1993 y 1995. Creada por Luis Felipe Salamanca y con libretos de Luis Felipe Salamanca y Darío García, estuvo protagonizada por Nelly Moreno, Adriana Ricardo y Guillermo Gálvez, con las participaciones especiales de Rosemary Cárdenas y Jairo Camargo.

## Sinopsis
La historia trata un triángulo amoroso, que involucra a Amalia Batista (Nelly Moreno), una mujer humilde de clase baja, Francisca Morani (Adriana Ricardo), una mujer millonaria, y Bernardo Rodríguez (Guillermo Gálvez), un hombre acusado de cometer un asesinato. Los tres, tendrán que enfrentar los problemas que la vida les plantee, mientras descubren que sus ilusiones quedarán en el olvido, pues la envidia, el rencor y la decepción, jugarán un papel importante en esta historia.

## Elenco
- Nelly Moreno - Amalia Batista
- Guillermo Gálvez - Bernando Rodríguez
- Adriana Ricardo - Francisca Morani
- Jairo Camargo - Toño
- Rosemary Cárdenas - Carla Morani
- Sain Castro
- Patricia Grisales
- Carmenza Gómez
- Juanita Humar
- Leonardo Acosta
- Carolina Vivas
- Natalia Giraldo
- Humberto Dorado
- Franky Linero
- Fausto Cabrera
- Jorge Herrera
- Rosemary Bohórquez
- Hernan Méndez
- Juan Carlos Giraldo
- Martha Osorio
- Gustavo Londoño
- Lady Noriega
- Lili Cabrera
- Lucy Martínez
- Moises Cadavid
- Mario Ferro

## Versiones
- Sofia dame tiempo (2003), una producción de Caracol Televisión, R.T.I. Televisión, y Telemundo, fue protagonizada por Karen Martínez, Rafael Novoa y Ana María Trujillo.